# On Air
On Air – włoska linia lotnicza z siedzibą w Pescarze.

## Flota
Flota On Air:
- 1 ATR 72-202 (obsługiwany przez Avanti Air)